# Felix Rachfahl
Felix Rachfahl, född 9 april 1867 i Schömberg, Schlesien, död 15 mars 1925 i Freiburg im Breisgau, var en tysk historiker.
Rachfahl blev 1898 e.o. professor i Halle an der Saale samt ordinarie professor i Königsberg 1903, i Giessen 1907, i Kiel 1909 och i Freiburg 1914. Han var en synnerligen produktiv historiker och behandlade särskilt spansk-nederländska kriget samt preussisk-tysk utrikespolitik från 1848. 
Bland hans talrika skrifter kan nämnas Margareta von Parma (1898), Deutschland, Friedrich Wilhelm IV. und die Berliner Märzrevolution (1901), det omfattande verket Wilhelm von Oranien und der niederländische Aufstand (del I-II 1906-08, del III 1924), Die deutsche Politik König Friedrich Wilhelms IV. im Winter 1848-49 (1919), Don Carlos. Kritische Untersuchungen (1921; kritik av Viktor Bibls inlägg 1918 i debatten om Don Carlosproblemet), Deutschland und die Weltpolitik 1871-1914 (I, 1923), Die deutsche Aussenpolitik in der wilhelminischen Ära (1924) och Staat, Gesellschaft, Kultur und Geschichte (1924). I polemiken om Karl Lamprechts kulturhistoriska metod var Rachfahl en av dennes mest uppmärksammade motståndare.